# Santa Ana del Yacuma (gemeente)
Santa Ana del Yacuma is een gemeente (municipio) in de Boliviaanse provincie José Ballivián in het departement Beni. De gemeente telt naar schatting 18.410 inwoners (2018). De hoofdplaats is Santa Ana del Yacuma.

## Geboren
- Diego Orlando Suárez (1992), voetballer